# تومي بيل (ملاكم)
تومي بيل (بالإنجليزية: Tommy Bell)‏ (13 مارس 1923 - 14 يوليو 1994) هو ملاكم أمريكي.